# 교류분석이론
교류분석(TA,Transactional analysis)은 행동 분석을 위한 기초로서 의사소통자의 자아 상태(부모(Patent), 성인(Adult) 아이(Child)의 3원적 복수의 자아구조를 제안하고 이를 사회적 상호교류의 역동성에서 이를 해석하려고함)를 결정하는데 사회적 상호교류가 분석되는 정신분석이론 및 치료 방법이다. 교류분석이론에서, 의사 소통자는 정서적 문제를 해결하는 방법으로 자아 상태를 변경하도록 배운다. 이 방법은 무의식적으로 유지되는 아이디어의 내용에 대한 인식을 높이는 데 초점을 둔 프로이트의 분석심리학적인 정신 분석에서 벗어나 보다 유연하다. 에릭 번(Eric Berne)은 1950년대 후반에 교류분석의 개념과 패러다임을 개발했다.

## 부모-성인-아동 역동모델
성격 이론으로서 TA는 사람들이 심리적으로 어떻게 구성되는지 설명한다. 이를 위해 가장 잘 알려진 모델인 자아 상태(부모-성인-아동)모델을 사용한다. 부모-성인-아동 역동모델은 개인의 내면이 부모 기능을 하는 자아와 어른 역할을 하는 자아 그리고 아동기의 자아가 복합적이고 역동적으로 프레임워크를 형성한다고 제안하고 있다. 그 유형별에서 동일한 모델의 사람들이 어떻게 기능하고 행동에서 성격을 표현하는지 설명하는 데 도움이 된다.
번(Berne)은 심리적 위치를 설정함에 있어 사람이 가질 수 있는 4 가지 삶의 위치가 있으며 특정 심리적 위치를 유지하는 것은 개인이 자신의 삶을 영위하는 방법에 깊은 영향을 미친다고 보았다. 위치는 다음과 같이 명시된다.
나는 괜찮고 당신은 괜찮습니다. 이것은 인생에서 가장 건강한 입장이며, 나 자신에 대해 기분이 좋고 다른 사람과 그들의 능력에 대해 기분이 좋다는 것을 의미합니다.
나는 괜찮고 당신은 괜찮지 않습니다. 이 위치에서 나는 나 자신에 대해 기분이 좋지만 다른 사람들이 손상되었거나 그 이하라고 생각하며 보통 건강하지 않습니다.
나는 괜찮지 않고 당신은 괜찮습니다. 이 위치에서 사람은 인생의 다른 사람들이 자신보다 확실히 낫기 때문에 자신을 관계의 약한 파트너로 간주합니다. 이 지위를 가진 사람은 무의식적으로 학대를 괜찮은 것으로 받아 들일 것입니다.
나는 괜찮지 않고 당신은 괜찮지 않습니다. 이것은 내가 끔찍한 상태에 있고 나머지 세계가 나쁘다는 것을 의미하므로 최악의 위치에 있습니다. 따라서 궁극적인 지원에 대한 희망은 없습니다.
이것은 시스템과 조직의 분석으로 확장될 수있는 커뮤니케이션 이론으로 받아들여지고있다.

## 같이 보기
- 대상관계론
- CBT